# Heisenstraße 24

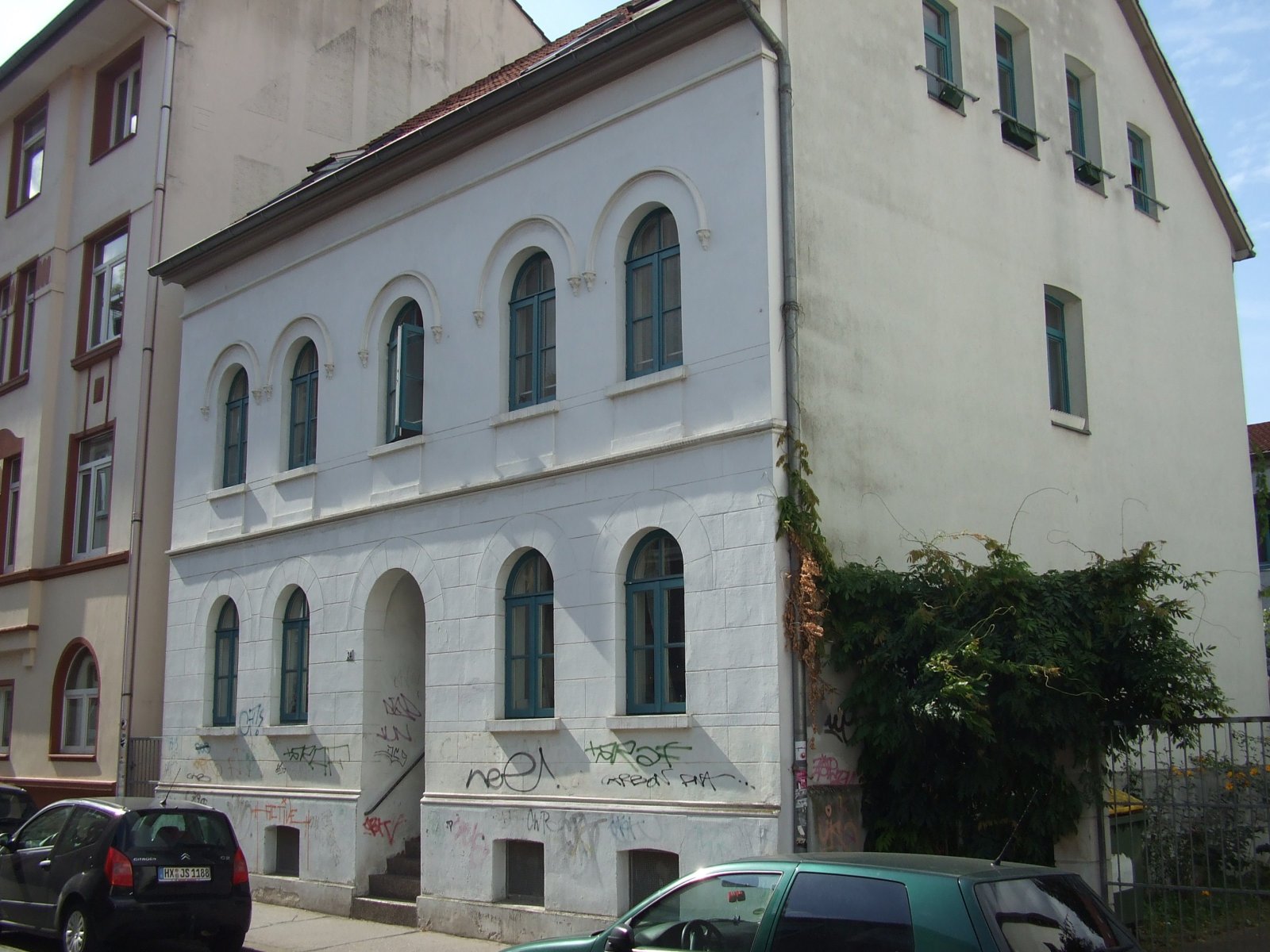
Das denkmalgeschützte Gebäude Heisenstraße 24 aus dem 19. Jahrhundert in der Nordstadt von Hannover

Heisenstraße 24 in Hannover, Stadtteil Nordstadt lautet die Adresse eines denkmalgeschützten Wohn- und Geschäftsgebäudes aus der zweiten Hälfte des 19. Jahrhunderts.

## Geschichte
Im Zuge der Industrialisierung der seinerzeitigen Residenzstadt des Königreichs Hannover waren die Wohnverhältnisse rund um die Altstadt immer beengter geworden, als man 1858 an Stelle des Alten Jüdischen Friedhofs an der Oberstraße einen Ort für einen neuen, größeren israelitischen Friedhof suchte. Dies bereitete Schwierigkeiten, denn damals waren „[...] nur noch ganz wenige Teile des vorstädtischen Gebietes ganz frei von Ansiedlungen“. Schließlich hatte die Jüdische Gemeinde ein seinerzeit genügend großes Gelände für einen neuen, 1864 dann eröffneten Jüdischen Friedhof An der Strangriede gefunden.

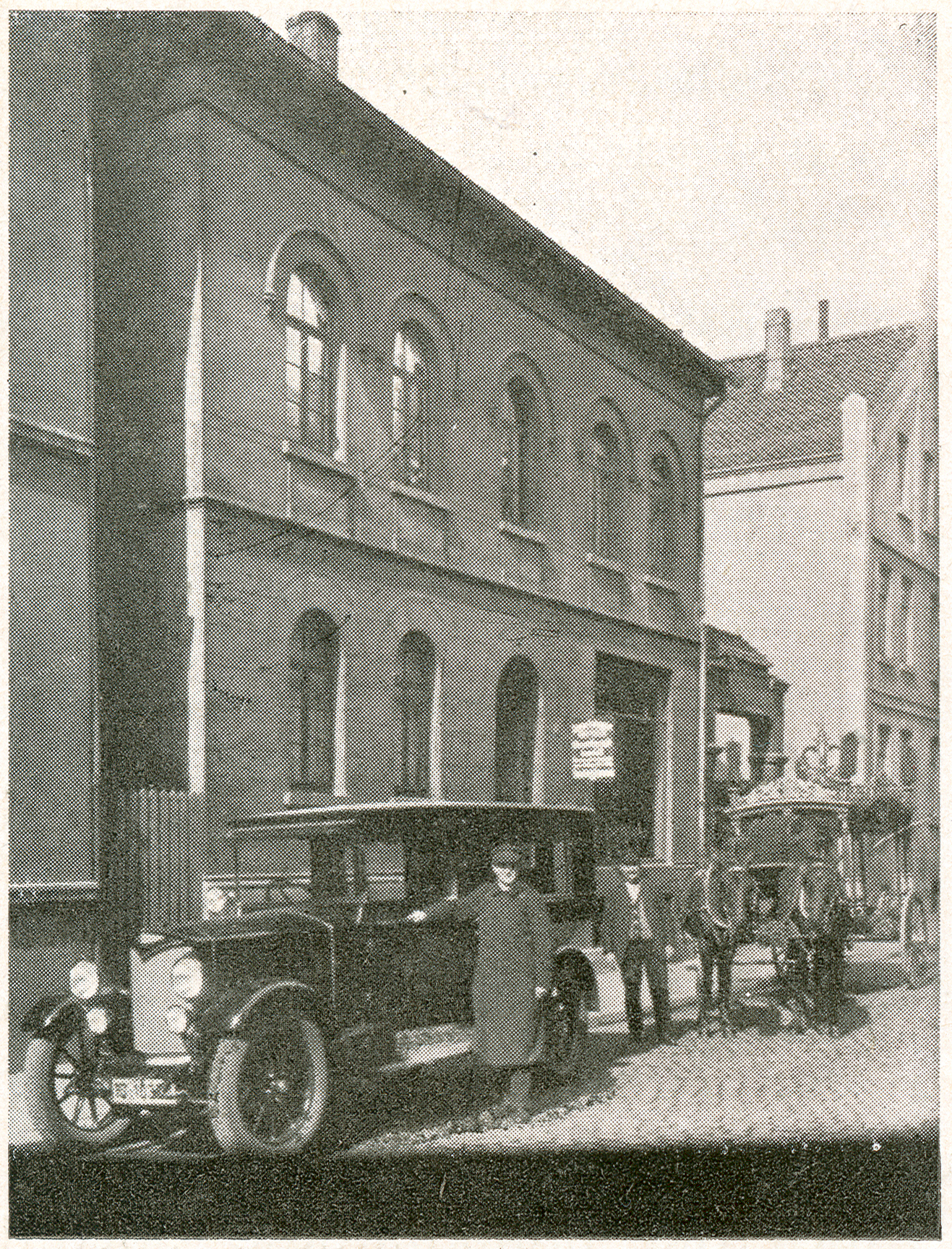
Posieren mit dem ersten Automobil, mit Pferden und luxuriöser Parade-Kutsche; im Hochparterre der Heisenstraße 24 ist noch ein großes Schaufenster des Geschäftes eingelassen

Ebenfalls ab den 1860er Jahren entstanden beiderseits des Engelbosteler Dammes anfangs unregelmäßige, heterogene Ansiedlungen von Landarbeiterhäusern und kleinen Betrieben von Handwerkern, die sich vor allem auch an der Oberstraße, An der Strangriede, der Schaufelder Straße und der Heisenstraße teilweise bis heute erhaltenen haben. Etwa aus dieser Zeit stammt auch das Gebäude Heisenstraße 24, in dem in der Gründerzeit des Deutschen Kaiserreichs am 3. Januar 1873 gegründetes „Luxus-Fuhrunternehmen“ seinen Geschäftssitz nahm und von dort aus seine Dienste mit von Pferden gezogenen Luxus-Kutschen anbot.
Fast vier Jahrzehnte später übergab der Firmengründer das Geschäft an seinen Sohn Friedrich Husmann, der das Unternehmen durch ein angegliedertes Bestattungsgeschäft erheblich erweiterte. Nach dem Ersten Weltkrieg wurde zur Zeit der Weimarer Republik im Jahr 1926 erstmals, „[...] den neuzeitlichen Verkehrsverhältnissen entsprechend ein Auto in Dienst gestellt“, und schon im Folgejahr 1927 ein zweites.
Das Haus Heisenstraße 24 hat die Luftangriffe auf Hannover während des Zweiten Weltkrieges nahezu unbeschadet überstanden. Im Zuge der Sanierung der Nordstadt wurde es im Jahr 1989 – gemeinsam mit dem Gebäude unter der Hausnummer 23 – mit öffentlichen Geldern gefördert modernisiert.